# Зонтова, Лидия Петровна
Лидия Петровна Зонтова (род. 24 февраля 1936, Москва) — советская гребчиха. Заслуженный мастер спорта СССР (1963).
Выступала за московские спортивные общества «Крылья Советов» и «Труд».
Десятикратная чемпионка СССР: побеждала в 1955 и 1956 годах в соревнованиях четверок парных, в 1957 — в четверке распашной, а также в 1958, 1959, 1960, 1961, 1962, 1965 и 1966 годах.
Восемь раз завоёвывала золото чемпионата Европы: в 1955 и 1956 годах (четверка парная), в 1957 году (четверка распашная), а также в составе восьмерки в 1958—1962 годах.
После завершения спортивной карьеры работала ученым секретарем в Проектно-конструкторском технологическом институте машиностроения в Москве.
Награждена орденом «Знак Почёта».